# Olimpiai bajnok műkorcsolyázók és jégtáncosok listája

Az alábbi táblázat a műkorcsolya és a jégtánc olimpiai bajnokait ismerteti. 1908-ban és 1920-ban a nyári olimpiák keretében rendezték a versenyeket. A jégtáncosok csak 1976-ban kapcsolódtak be a küzdelmekbe.

## Műkorcsolya és jégtánc
| Év                          | Férfiak               | Férfiak        | Nők                     | Nők            | Párosok                                                           | Párosok              | Jégtáncosok                             | Jégtáncosok    |
| 1908 London                 | Ulrich Salchow        | Svédország     | Florence Madeline Syers | Nagy-Britannia | Heinrich Burger, Anna Hübler                                      | Német Birodalom      |                                         |                |
| 1920 Antwerpen              | Gillis Grafström      | Svédország     | Magda Julin-Mauroy      | Svédország     | Walter Jakobsson, Ludowika Jakobsson                              | Finnország           |                                         |                |
| 1924 Chamonix               | Gillis Grafström      | Svédország     | Plank-Szabó Hermina     | Ausztria       | Alfred Berger, Helene Engelmann                                   | Ausztria             |                                         |                |
| 1928 St. Moritz             | Gillis Grafström      | Svédország     | Sonja Henie             | Norvégia       | Pierre Brunet, Andrée Brunet-Joly                                 | Franciaország        |                                         |                |
| 1932 Lake Placid            | Karl Schäfer          | Ausztria       | Sonja Henie             | Norvégia       | Pierre Brunet, Andrée Brunet-Joly                                 | Franciaország        |                                         |                |
| 1936 Garmisch-Partenkirchen | Karl Schäfer          | Ausztria       | Sonja Henie             | Norvégia       | Ernst Baier, Maxi Herber                                          | Németország 1933     |                                         |                |
| 1948 St. Moritz             | Richard Button        | USA            | Barbara Ann Scott       | Kanada         | Pierre Baugniet, Micheline Lannay                                 | Belgium              |                                         |                |
| 1952 Oslo                   | Richard Button        | USA            | Jeannette Altwegg       | Nagy-Britannia | Paul Falk, Ria Falk                                               | NSZK                 |                                         |                |
| 1956 Cortina d’Ampezzo      | Hayes Alan Jenkins    | USA            | Tenley Albright         | USA            | Kurt Oppelt, Elisabeth Schwarz                                    | Ausztria             |                                         |                |
| 1960 Squaw Valley           | David Jenkins         | USA            | Carol Heiss             | USA            | Robert Paul, Barbara Wagner                                       | Kanada               |                                         |                |
| 1964 Innsbruck              | Manfred Schnelldorfer | NSZK           | Sjoukje Dijkstra        | Hollandia      | Oleg Protopopov, Ljudmila Bjelouszova                             | Szovjetunió          |                                         |                |
| 1968 Grenoble               | Wolfgang Schwartz     | Ausztria       | Peggy Fleming           | USA            | Oleg Protopopov, Ljudmila Bjelouszova                             | Szovjetunió          |                                         |                |
| 1972 Szapporo               | Ondrej Nepela         | Csehszlovákia  | Beatrix Schuba          | Ausztria       | Alekszej Ulanov, Irina Rodnyina                                   | Szovjetunió          |                                         |                |
| 1976 Innsbruck              | John Curry            | Nagy-Britannia | Dorothy Hamill          | USA            | Alekszandr Zajcev, Irina Rodnyina                                 | Szovjetunió          | Alekszandr Gorskov, Ljudmila Pahomova   | Szovjetunió    |
| 1980 Lake Placid            | Robin Cousins         | Nagy-Britannia | Anett Pötzsch           | NDK            | Alekszandr Zajcev, Irina Rodnyina                                 | Szovjetunió          | Gennagyij Karponoszov, Natalja Linicsuk | Szovjetunió    |
| 1984 Szarajevó              | Scott Hamilton        | USA            | Katarina Witt           | NDK            | Oleg Vasziljev, Jelena Valova                                     | Szovjetunió          | Christopher Dean, Jayne Torvill         | Nagy-Britannia |
| 1988 Calgary                | Brian Boitano         | USA            | Katarina Witt           | NDK            | Szergej Grinykov, Jekatyerina Gorgyejeva                          | Szovjetunió          | Andrej Bukin, Natalja Besztemjanova     | Szovjetunió    |
| 1992 Albertville            | Viktor Petrenko       | FÁK            | Kristi Yamaguchi        | USA            | Artur Dmitrijev, Natalja Miskutyonok                              | FÁK                  | Szergej Ponomarenko, Marina Klimova     | FÁK            |
| 1994 Lillehammer            | Alekszej Urmanov      | Oroszország    | Okszana Bajul           | Ukrajna        | Szergej Grinykov, Jekatyerina Gorgyejeva                          | Oroszország          | Jevgenyij Platov, Okszana Griscsuk      | Oroszország    |
| 1998 Nagano                 | Ilja Kulik            | Oroszország    | Tara Lipinski           | USA            | Artur Dmitrijev, Okszana Kazakova                                 | Oroszország          | Jevgenyij Platov, Okszana Griscsuk      | Oroszország    |
| 2002 Salt Lake City         | Alekszej Jagugyin     | Oroszország    | Sarah Hughes            | USA            | Anton Sziharulidze, Jelena Berezsnaja David Pelletier, Jamie Sale | Oroszország · Kanada | Gwendal Peizerat, Marina Anissina       | Franciaország  |
| 2006 Torino                 | Jevgenyij Pluscsenko  | Oroszország    | Arakava Sizuka          | Japán          | Makszim Marinyin, Tatyjana Totymjanyina                           | Oroszország          | Tatyjana Navka, Roman Kosztomarov       | Oroszország    |
| 2010 Vancouver              | Evan Lysacek          | USA            | Kim Jona                | Korea          | Sen Hszüe, Csao Hung-po                                           | Kína                 | Tessa Virtue, Scott Moir                | Kanada         |
| 2014 Szocsi                 | Hanjú Juzuru          | Japán          | Agyelina Szotnyikova    | Oroszország    | Tatyjana Voloszozsar, Makszim Tranykov                            | Oroszország          | Meryl Davis, Charlie White              | USA            |
| 2018 Phjongcshang           | Hanjú Juzuru          | japán          | Alina Zagitova          | oroszország    | Aljona Savchenko, Bruno Massot                                    | németország          | Tessa Virtue, Scott Moir                | kanada         |

## Csapat
| Év                | Vegyes csapat | Vegyes csapat |
| 2014 Szocsi       | Jevgenyij Pljuscsenko, Julija Lipnyickaja, Kszenyija Sztolbova–Fjodor Klimov, Jelena Iljinih–Nyikita Kacalapov, Tatyjana Voloszozsar–Makszim Tranykov, Jekatyerina Bobrova–Dmitrij Szolovjev | Oroszország   |
| 2018 Phjongcshang | Patrick Chan, Kaetlyn Osmond, Gabrielle Daleman, Meagan Duhamel–Eric Radford, Tessa Virtue–Scott Moir                                                                                        | kanada        |

## Megszűnt versenyszámok
- 1908  London –  Különleges figurák – Nyikolaj Panyin-Kolomenkin